# Вукшин Шипак
Вукшин Шипак (хорв. Vukšin Šipak) — населений пункт у Хорватії, у Загребській жупанії у складі міста Ястребарсько.

## Населення
Населення за даними перепису 2011 року становило 310 осіб.
Динаміка чисельності населення поселення:

## Клімат
Середня річна температура становить 10,42 °C, середня максимальна – 24,57 °C, а середня мінімальна – -6,19 °C. Середня річна кількість опадів – 1056 мм.
| Клімат поселення                              | Клімат поселення | Клімат поселення | Клімат поселення | Клімат поселення | Клімат поселення | Клімат поселення | Клімат поселення | Клімат поселення | Клімат поселення | Клімат поселення | Клімат поселення | Клімат поселення | Клімат поселення |
| Показник                                      | Січ.             | Лют.             | Бер.             | Квіт.            | Трав.            | Черв.            | Лип.             | Серп.            | Вер.             | Жовт.            | Лист.            | Груд.            |                  |
| Середній максимум, °C                         | 6,11             | 8,17             | 12,54            | 16,85            | 21,52            | 24,57            | 24,36            | 23,78            | 20,10            | 14,87            | 9,02             | 4,96             |                  |
| Середня температура, °C                       | −0,04            | 2,02             | 6,40             | 10,72            | 15,37            | 18,43            | 20,21            | 19,62            | 15,93            | 10,71            | 4,86             | 0,80             |                  |
| Середній мінімум, °C                          | −6,19            | −4,14            | 0,24             | 4,56             | 9,23             | 12,26            | 16,06            | 15,46            | 11,76            | 6,55             | 0,70             | −3,36            |                  |
| Норма опадів, мм                              | 58               | 57               | 72               | 83               | 87               | 109              | 101              | 100              | 101              | 103              | 105              | 80               |                  |
| Середньомісячна швидкість вітру, м/с          | 1.48             | 1.60             | 2.01             | 1.97             | 1.80             | 1.70             | 1.60             | 1.50             | 1.40             | 1.43             | 1.53             | 1.50             |                  |
| Середньомісячна сонячна радіація, кДж/м²·день | 4125             | 6875             | 10397            | 14893            | 19044            | 20975            | 21944            | 19028            | 13956            | 8671             | 4553             | 3356             |                  |
| --------------------------------------------- | ---------------- | ---------------- | ---------------- | ---------------- | ---------------- | ---------------- | ---------------- | ---------------- | ---------------- | ---------------- | ---------------- | ---------------- | ---------------- |
| Джерело:                                      |                  |                  |                  |                  |                  |                  |                  |                  |                  |                  |                  |                  |                  |